# 真室川町
真室川町（日语：／ Mamurogawa machi */?）是位於日本山形縣北部的町，地處新庄盆地北部。真室川流經城鎮中心並往南注入最上川，當地人口則多集中在真室川站周圍。真室川町透過境內的道路與鐵路連接周邊的金山町和鮭川村等地，是最上郡北部生活圈的交通樞紐，通勤等生活方面則在一定程度上依賴南邊的新庄市。當地以農業和製造業為主。

## 地理
真室川町境內約86.4%的面積被林野覆蓋。東邊為奧羽山脈的黑森、水晶森、烏帽子山等海拔約1000公尺的險峻山地，神室山與火打岳則與北方的秋田縣邊界接壤；西邊則是海拔700至900公尺，屬於出羽山脈的弁慶山與八森等山岳。發源於北部山區的真室川與鮭川往南流經町内，並在流域内形成規模較小的平原，南部位於鮭川盆地内，東部與西部則為洪積世形成的台地。

### 氣候
根據統計，2020年真室川町的年均溫為10.8℃，年降雨量則為3140.5毫米。12 月中旬至4 月上旬會有根雪的現象(指積雪持續超過30天且未融化)，當地最深的積雪深度則為282公分，屬於特別豪雪地帶。

## 歷史
當地的歷史最早可追溯至石器時代，町内的遺址發現許多約3000年前或是年代更早的石器。戰國時代末期，鮭延秀綱在當地建造真室城 (鮭延城)並統治真室川地區，後來當地被最上氏支配。元和8年 (1622年) 最上氏遭到改易後，戶澤政盛加封出羽國的最上郡與村山郡共6萬石，並繼任為新庄藩藩主。戶澤政盛入主新庄藩後在新庄地區建造新庄城，真室川地區則由戶澤氏統治200多年，直至明治維新時日本廢藩置縣為止。

## 交通

### 鐵路
境內有JR東日本的奧羽本線通過。
- 東日本旅客鐵道
  - 奧羽本線: 真室川站 - 釜淵站 - 大瀧站 - 及位站